# Scytalopus
Scytalopus là một chi chim trong họ Rhinocryptidae.